# 馬丁·路德·金恩遇刺案
馬丁·路德·金恩遇刺案（英語：Assassination of Martin Luther King Jr.）是指1968年4月4日，美國民權運動領袖馬丁·路德·金恩在美國田納西州孟菲斯旅館內遭枪击亡故。
嫌犯詹姆斯·厄尔·雷使用一把雷明登步槍擊中了馬丁·路德·金恩。馬丁·路德·金恩隨後被送往聖·約瑟夫醫院急救，於下午7:05被宣告不治。密蘇里州立監獄的逃犯詹姆斯·厄尔·雷其後在倫敦希思羅機場被拘捕，並且被引渡到美國接受審判。1969年3月10日，詹姆斯·厄爾·雷承認殺害馬丁·路德·金恩，被判處有期徒刑99年，在田納西州立監獄服刑。詹姆斯·厄爾·雷後來多次收回認罪自白，惟都失敗，於1998年4月23日在監獄中去世。
馬丁·路德·金恩的遺孀及部份人都相信美國政府涉及此次暗殺事件。1993年，勞埃德·喬爾斯宣稱詹姆斯·厄爾·雷只是一位代罪羔羊。1999年，一宗索償案的陪審團裁定勞埃德·喬爾斯和其他人（包括政府機構）都是殺害馬丁·路德·金計畫的一部分。2000年，司法部以证据不足为由推翻了孟菲斯陪审团的裁定。

## 背景
由於領導民權運動，馬丁·路德·金恩不斷受到暗殺的威脅。這些暗殺威脅成為他的哲學的核心部分，馬丁·路德·金恩認為謀殺無法停止人民爭取平等權利。1963年甘迺迪遇刺後，他告訴妻子科麗塔：「這件事情也正發生在我身上，這是一個病態的社會。」
1968年，馬丁·路德·金恩前往田納西州孟菲斯市支持非裔美國人（垃圾收集員）舉行的罷工。工人們在1968年2月11日舉行一次罷工，抗議當時的市長亨利·勒布執政時所產生的不平等工資和工作條件。當時，孟菲斯支付給黑人工人的工資明顯低於白人。此外，黑人如果因為惡劣天氣而待在家裡，無法領取薪資，因此即使在大風雪時，大多數黑人仍被迫工作。
4月3日，馬丁·路德·金恩回到孟菲斯，參加基督神教會全球總部聚會。他搭乘前往孟菲斯的飛機航班因為炸彈威脅而延誤。隨著雷雨肆虐，馬丁·路德·金恩發表生平的最後一次演講（被稱為我登上過山頂），並提到了炸彈威脅。

## 事件經過

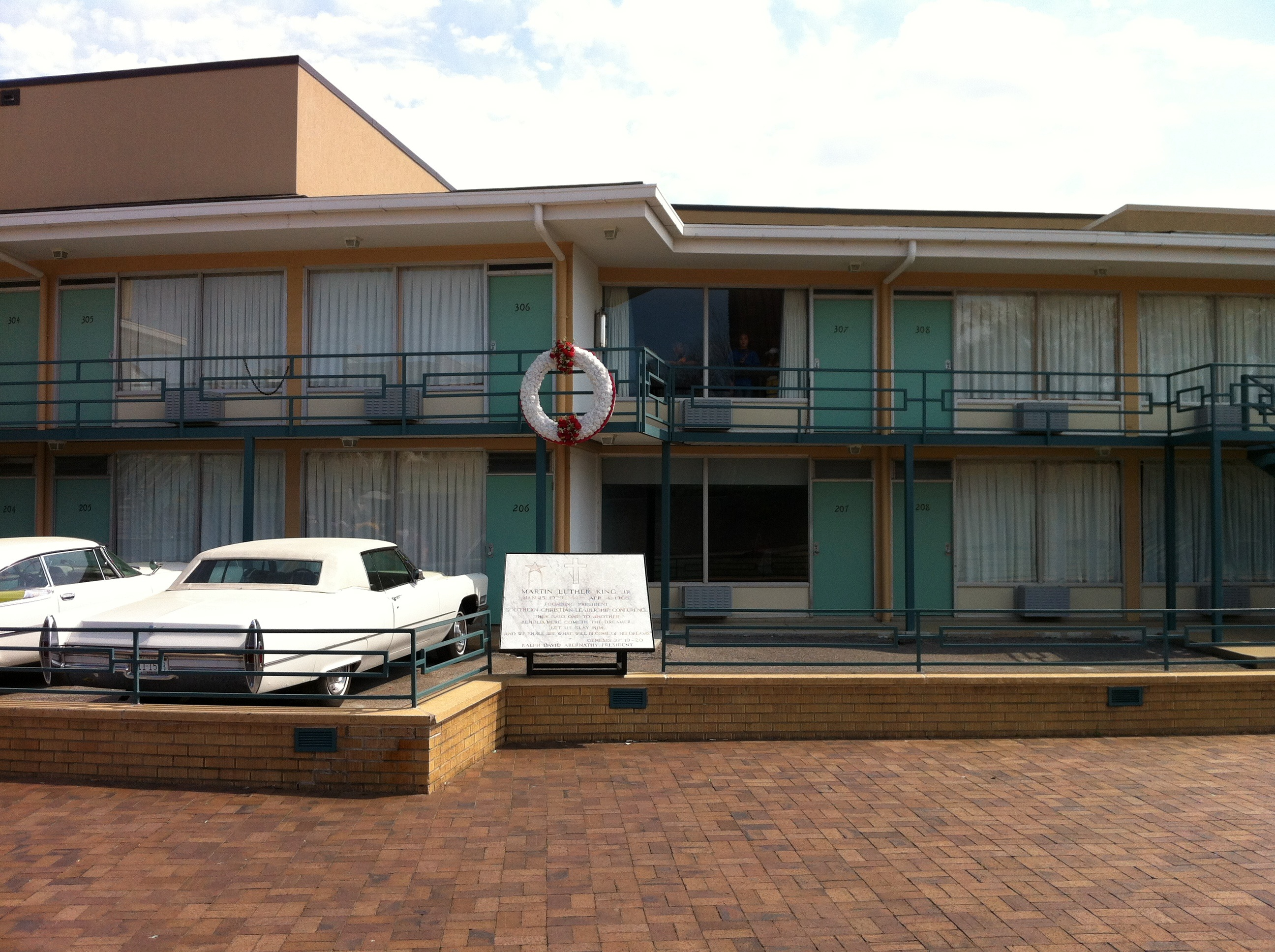
孟菲斯洛林汽車旅館，馬丁·路德·金恩在此遭到暗殺

馬丁·路德·金恩當時居住孟菲斯洛林汽車旅館306號房，老闆是沃爾特·貝利。馬丁·路德·金恩的密友拉爾夫·大衛·亞伯內西牧師是他的室友，他告訴眾議院委員會，馬丁·路德·金恩和他的隨行人員住在306號房，洛林汽車旅館通常稱該房間為「金恩－亞伯內西套房」。
根據傳記作家泰勒·布蘭奇的說法，馬丁·路德·金恩最後一次談話是與音樂家本·布蘭奇，當時他計劃在馬丁·路德·金恩出席的聚會上表演。
1968年4月4日（星期四）晚上6:01，而馬丁·路德·金恩站在旅館的二樓陽台上時，被一顆.30-06春田步槍彈擊中（雷明登760泵動式步槍擊發）。子彈進入右臉頰後，打破了他的下巴，頸部和g幾節脊椎骨。它穿過脊髓，切斷頸靜脈和動脈。爆炸的力量使馬丁·路德·金恩穿戴的領帶被撕裂。他猛烈向後跌倒到陽台上。開槍後不久，有目擊者看到詹姆斯·厄爾·雷逃離洛林汽車旅館街對面的一間公寓，他在此租用一間房間。公寓裡面發現一個包，其中包括步槍和望遠鏡，並沾有雷的指紋。詹姆斯·厄爾·雷在六天前購買了一把步槍。兩個月後，詹姆斯·厄爾·雷在倫敦的希思羅機場被捕。
拉爾夫·大衛·亞伯內西從汽車旅館的房間內聽到槍聲，隨後發現馬丁·路德·金恩倒在陽台的地板上。馬丁·路德·金恩的臉頰傷口血流如注。他的同事安德魯·揚認為他已經死了，但是當時馬丁·路德·金恩仍有脈搏。
馬丁·路德·金恩被送往聖·約瑟夫醫院，醫生馬上進行心肺復甦。他沒有恢復知覺，並在下午7點05分被宣布死亡，金恩的驗屍報告指出，雖然他只有39歲，但是因為壓力，心臟就像60歲。

## 反應
一些人認為，馬丁·路德·金恩遇刺意味著非暴力策略結束，其他人只是重申了他的工作需要進行。南方基督教領袖會議（Southern Christian Leadership Conference）的領導者證實，他們將在他缺席的情況下進行窮人運動。一些黑人領袖認為需要繼續非暴力運動的傳統。

### 羅伯特·F·肯尼迪演講

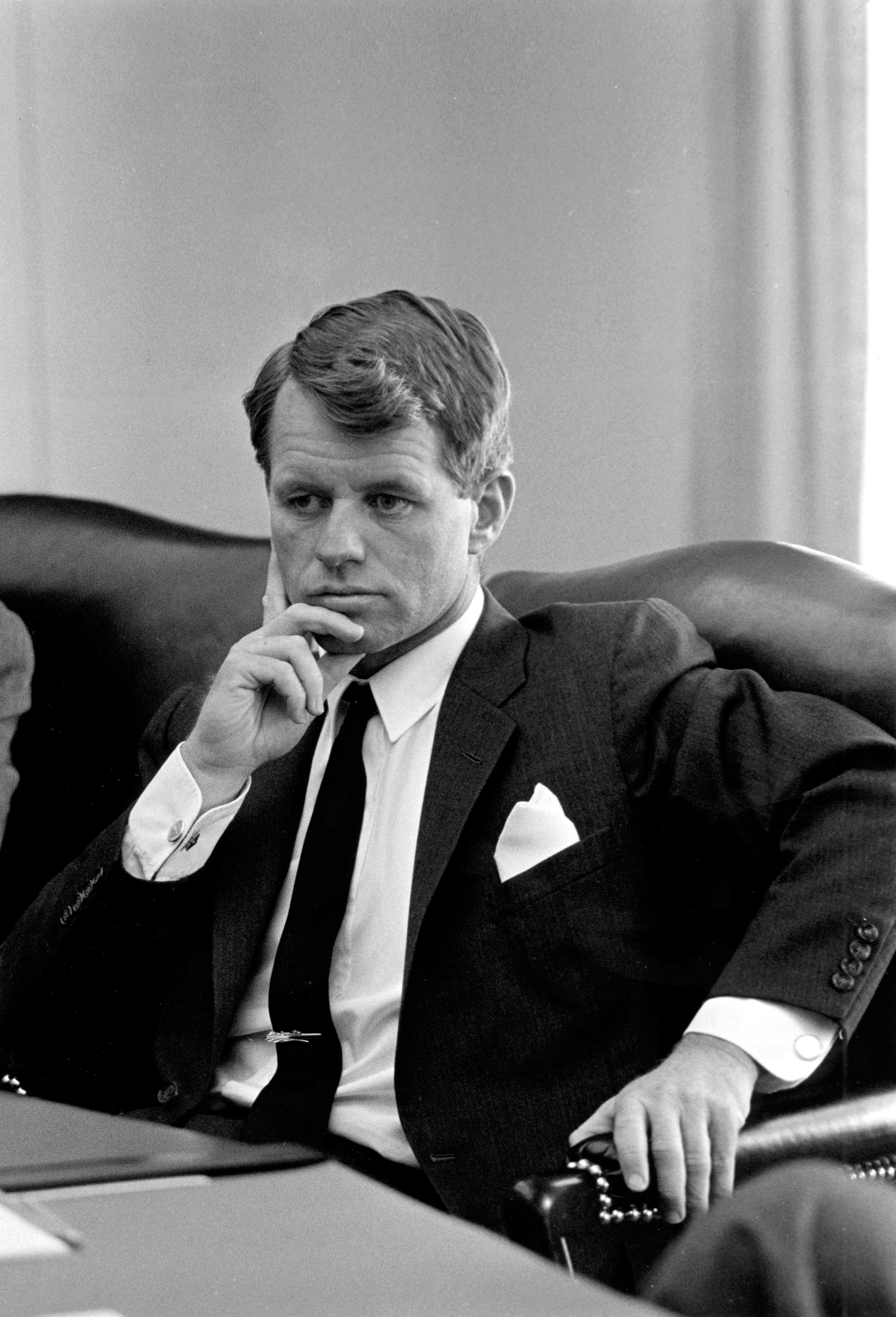
紐約州參議員羅伯特·F·肯尼迪針對馬丁·路德·金恩被暗殺事件發表演說

1968年4月4日，紐約州參議員羅伯特·F·肯尼迪針對馬丁·路德·金恩被暗殺事件發表演說。肯尼迪當時參加1968年民主黨總統候選人提名的競選，當天稍早，他已經在聖母大學和波爾州立大學已經發表過演說。在登機飛往印第安納波利斯前，他得知馬丁·路德·金遭到刺殺，導致肯尼迪遵從新聞秘書弗蘭克·曼凱維奇建議，他要求觀眾為馬丁·路德·金恩家人祈禱，要求他們遵守馬丁·路德·金恩非暴力信仰。直到他們降落在印第安納波利斯，才得知馬丁·路德·金已經身亡。
曼凱維奇和Adam Walinsky立刻起草演講稿，但肯尼迪拒絕使用Walinsky的筆記。曼凱維奇抵達後，肯尼迪已經開始演說。印第安納波利斯警察局長告訴肯尼迪，他無法提供保護，且發表相關言論太過危險。但肯尼迪決定依照原計畫，該演說只有4分57秒長。
羅伯特·F·肯尼迪是第一個告知觀眾馬丁·路德·金恩死訊的人物，導致一些觀眾的尖叫和哀號。幾個肯尼迪的助手甚至擔心此信息將導致現場發生大混亂。肯尼迪承認許多觀眾滿腔怒火，後來他接著說：「對黑人來說這件事充滿了仇恨，感到白人的不信任，我只能說我也能感受到同一種感覺。我的家人也是一名白人男子殺死。」肯尼迪的助手對於這些言論感到驚訝，他們從來沒有聽說過他針對兄長约翰·肯尼迪的死亡發表言論。肯尼迪繼續說，這個國家必須作出努力，以「超越這些困難時期」，然後引用希臘劇作家埃斯庫羅斯的一首詩。最後，肯尼迪說美國需要，並希望黑人和白人之間的團結，要求觀眾為金恩的家人和國家祈禱，並再次援引古希臘人的言論。
這次演說被認為對於防止印第安納波利斯發生暴亂產生正面影響，儘管全國各地仍發生許多騷亂，他本人也在兩個月後同樣死於刺杀，但此舉依然被廣泛認為是美國歷史上最偉大的演講之一。

### 林登·約翰遜總統
林登·約翰遜總統當時在白宮橢圓形辦公室，諮詢夏威夷與越南戰爭的軍事指揮官。新聞秘書喬治·克里斯汀在下午8:20通知他該事件後，他取消了夏威夷之旅，並把注意力轉向國內。他指派司法部長拉姆齊·克拉克調查孟菲斯暗殺事件。他還打給金恩博士的妻子科雷塔·斯科特·金恩。

### 美國白人

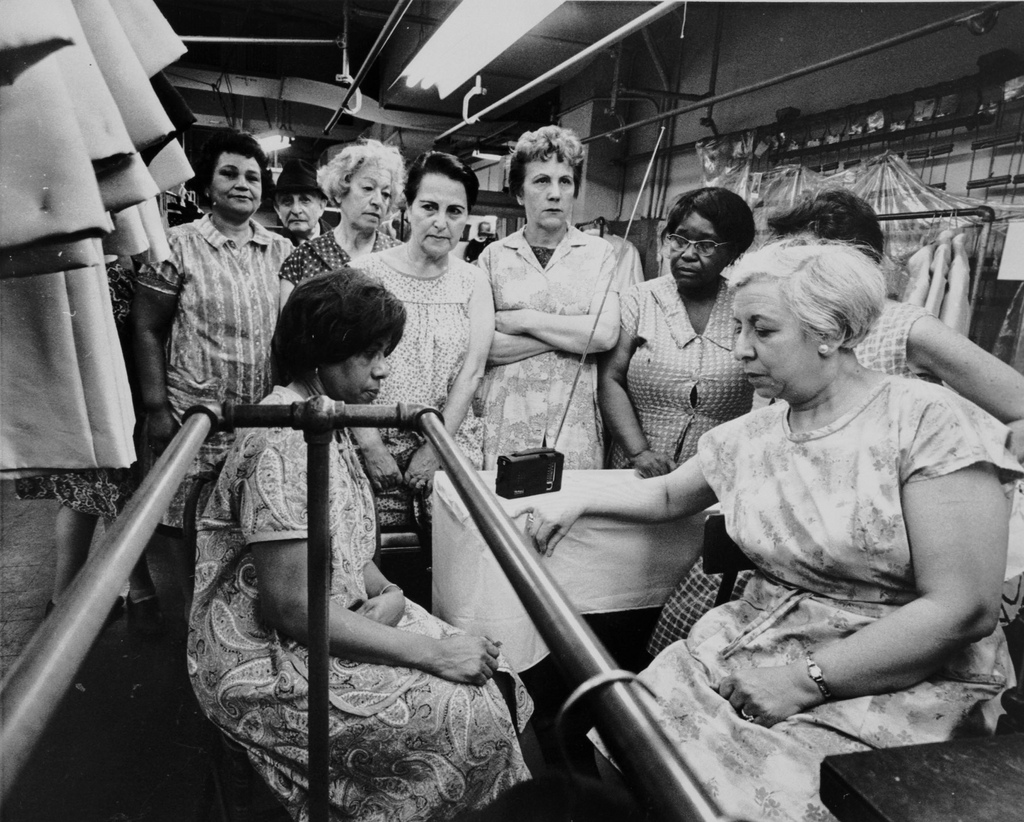
工人收聽馬丁·路德·金恩的葬禮轉播

馬丁·路德·金恩去世之後，記者報導美國許多地方的白人（尤其是在南部）出現木然或幸灾乐祸反應。另一方面，一項有關大學生的調查顯示，他們對於馬丁·路德·金恩的正面評價在金恩遭到暗殺後增加。
《紐約時報》的社論稱讚馬丁·路德·金恩，稱謀殺事件為「國家災難」。 
公眾人物普遍對馬丁·路德·金恩有正面評價。即使是臭名昭著的種族隔離主義者喬治·華萊士，也認為了暗殺事件「毫無意義，令人遺憾」。

### 暴動
儘管有許多領導人的勸說，但暗殺事件仍導致全國性的騷亂浪潮，出現在100多個城市中。孟菲斯暗殺事件後，工人很快就舉行罷工。

## 葬禮
美國總統林登·約翰遜宣布4月7日為全國哀悼日，紀念民權運動領袖馬丁·路德·金恩。兩天後（4月9日），30萬人參加了他的葬禮。美國副總統休伯特·漢弗萊代表美國總統林登·約翰遜在大衛營會議上出席。馬丁·路德·金恩葬禮上播放他在1968年2月4日於埃比尼澤浸禮會教的演說，談到他的葬禮。

## 紀念
1986年1月，美國總統羅納德·里根簽署法令，規定每年一月份的第三個星期一為美國的馬丁·路德·金恩紀念日以紀念這位民權運動領袖，並且訂為法定假日。迄今為止美國只有三個以個人紀念日為法定假日的例子，分別為亞伯拉罕·林肯紀念日、喬治·華盛頓紀念日以及馬丁·路德·金恩紀念日，其中馬丁·路德·金恩是唯一一位非美國總統而享有此殊榮的人。

## 嫌犯

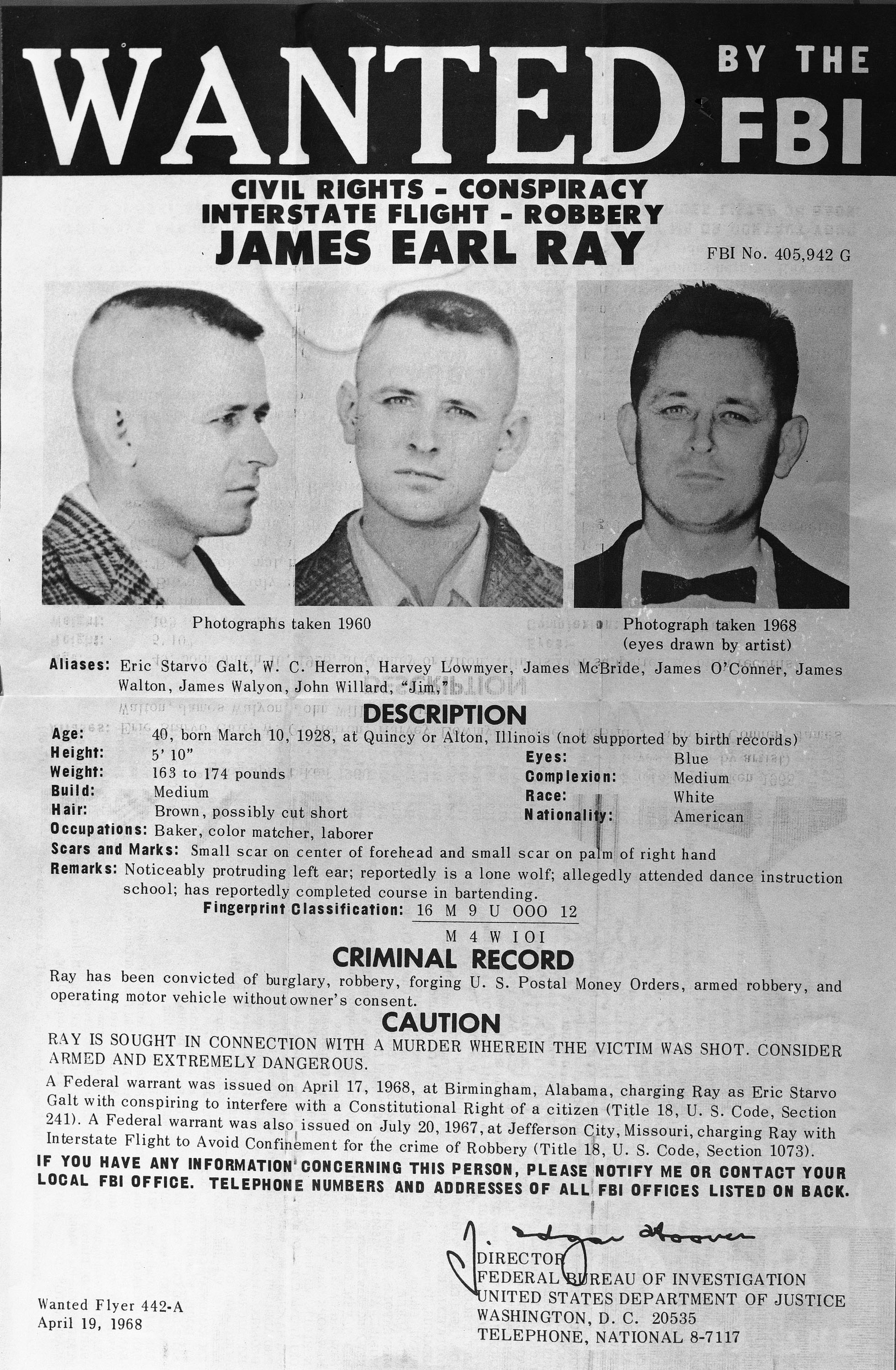
嫌犯詹姆斯·厄爾·雷追緝海報

馬丁·路德·金恩去世兩個月後，詹姆斯·厄爾·雷在倫敦希思羅機場被捕，當時他試圖離開英國，前往安哥拉、羅德西亞或南非。當時他持有假的加拿大護照，化名為Ramon George Sneyd。詹姆斯·厄爾·雷很快被引渡到田納西州，被控謀殺馬丁·路德·金恩；他在1969年3月10日承認殺害馬丁·路德·金恩（三天後，他否認自己的自白）。
詹姆斯·厄爾·雷接受律師珀西·福爾曼的意見，承認犯罪，避免被判處死刑的可能性；詹姆斯·厄爾·雷最後被判處有期徒刑99年。
詹姆斯·厄爾·雷後來開除其代表律師珀西·福爾曼，並聲稱他在蒙特利爾認識的一個男人（別名勞爾）與他的弟弟強尼涉案，還主張他沒有參與暗殺事件，認為他可能已經在不知情的情況下與暗殺事件發生關聯，認為背後存在一個陰謀。他嘗試撤回之前的認罪自白。1997年，馬丁·路德·金的兒子德克斯特·金恩與雷見面，並公開支持詹姆斯·厄爾·雷獲得再審的努力；金恩家人不相信詹姆斯·厄爾·雷與馬丁·路德·金的謀殺事件有關。
在馬丁·路德·金恩遇害之後，各種流言鋪天蓋地席捲而來，其中大部分是关於聯邦調查局的。隨著詹姆斯·厄爾·雷的認罪，珀西·福爾曼律師的解釋，調查局認為已證明了自身的清白，但仍沒有減輕輿論對它的懷疑，1978年謀殺調查委員會的結論似乎也排除了聯邦調查局參與陰謀的可能性。然而直至1990年代，不斷有材料証實聯邦調查局的確捲入了這樁大陰謀，甚至是主動策劃了陰謀。1995年在美國出版，由珀西·福爾所著的新書《殺人命令》披露是美國特工槍殺了馬丁·路德·金恩；美國官方對此書的觀點沒有表態，既未否定也未肯定。

## 外部連結
- Department of Justice investigation on assassination （页面存档备份，存于）
- Congressional Report on King's assassination （页面存档备份，存于）
- Shelby County Register of Deeds documents on the Assassination Investigation （页面存档备份，存于）
- Donald E. Wilkes Jr, Death of MLK Still a Mystery (1987).
- Donald E. Wilkes Jr, What are Facts of MLK Murder? (1987).